# 필리즈 아큰
필리즈 아큰(튀르키예어: Filiz Akın, 1943년 1월 2일 ~ 2025년 3월 21일)은 터키의 배우이다. 1971 안탈리아 국제 영화제 황금오렌지상 여우주연상 수상자이다.